# Chou romanesco
Brassica oleracea var. botrytis
Variété
Classification phylogénétique
Le chou romanesco (Brassica oleracea var. botrytis) est une variété de chou-fleur originaire de Rome en Italie. Il est aussi appelé « brocoli à pomme ».

## Historique en France
Bien qu'il s'agisse d'une variété remontant à la Renaissance, son introduction en France est relativement récente, il y est cultivé en grand nombre depuis les années 1990, surtout en Bretagne (régions de Saint-Pol-de-Léon et de Paimpol). Sa commercialisation s'y est répandue à partir de 1993 sur le marché du frais, puis par l'intermédiaire de la surgélation. Son importance économique reste toutefois limitée.

## Description

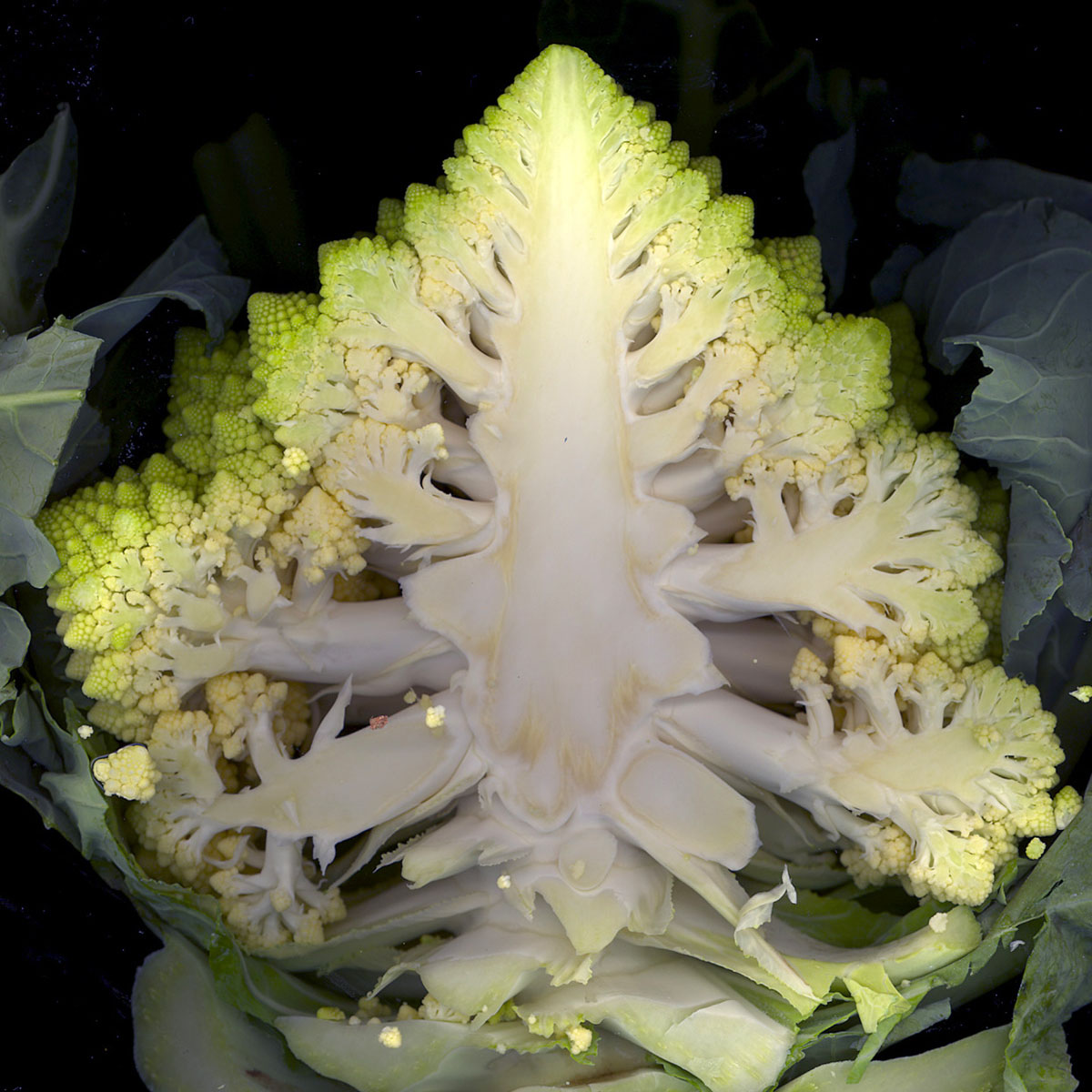
La coupe longitudinale d'un chou romanesco montre l'arborescence des différents niveaux de l'inflorescence.

Le chou romanesco ressemble au brocoli par sa couleur vert pomme et au chou-fleur par sa forme compacte, mais est constitué d'un ensemble de « florettes » pyramidales disposées en couronnes spiralées. Sa forme géométrique (dite fractale) est très particulière et décorative.
Une coupe longitudinale effectuée dans un chou romanesco a la même structure que celle effectuée dans un chou-fleur ou un brocoli (inflorescence en grappe composée de grappes secondaires et tertiaires). Les fleurs restent méristématiques comme chez le chou-fleur (var. Bothrytis) et ne se développent pas au moins lors de sa commercialisation comme chez le Brocoli (var. italica).
La disposition des bourgeons floraux en spirales régulières illustre les lois de la phyllotaxie.

## Propriétés mathématiques
Un examen attentif montre que le nombre de spirales orientées dans le sens des aiguilles d'une montre et le nombre de spirales orientées en sens inverse sont, comme pour la pomme de pin ou le cœur d'une fleur de tournesol, deux nombres consécutifs de la suite de Fibonacci.
De plus, sa géométrie autosimilaire fait du chou romanesco un exemple de fractale naturelle. Ce caractère fractal est dû à la production de nouveaux méristèmes à un rythme croissant. Comme le chou-fleur ordinaire, le romanesco est formé de bourgeons floraux dont la transformation en fleurs est interrompue, et qui se transforment en tiges qui à leur tour tentent de produire des fleurs et ainsi de suite, la pomme florale résultant de cet amoncellement de tiges sur des tiges. La forme atypique du chou romanesco provient du fait que ses tiges produisent des bourgeons de plus en plus rapidement, alors que le rythme de production est constant pour le chou-fleur ordinaire ; c'est cette accélération qui confère un aspect pyramidal à chacune des fleurettes et dévoile ainsi l'aspect fractal de la structure,,.

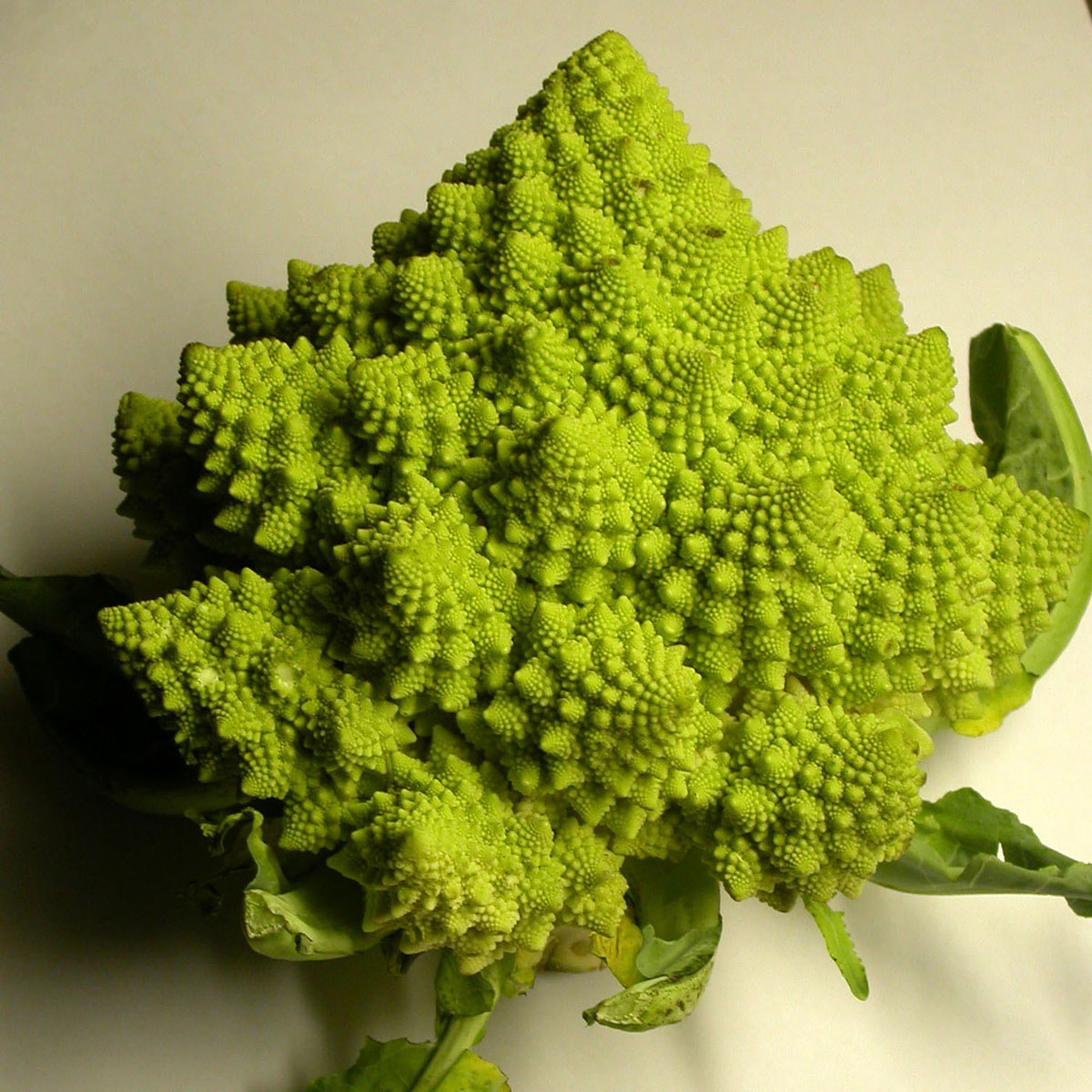
Chou romanesco entier vu de profil montrant les inflorescences secondaires sur l'inflorescence principale.
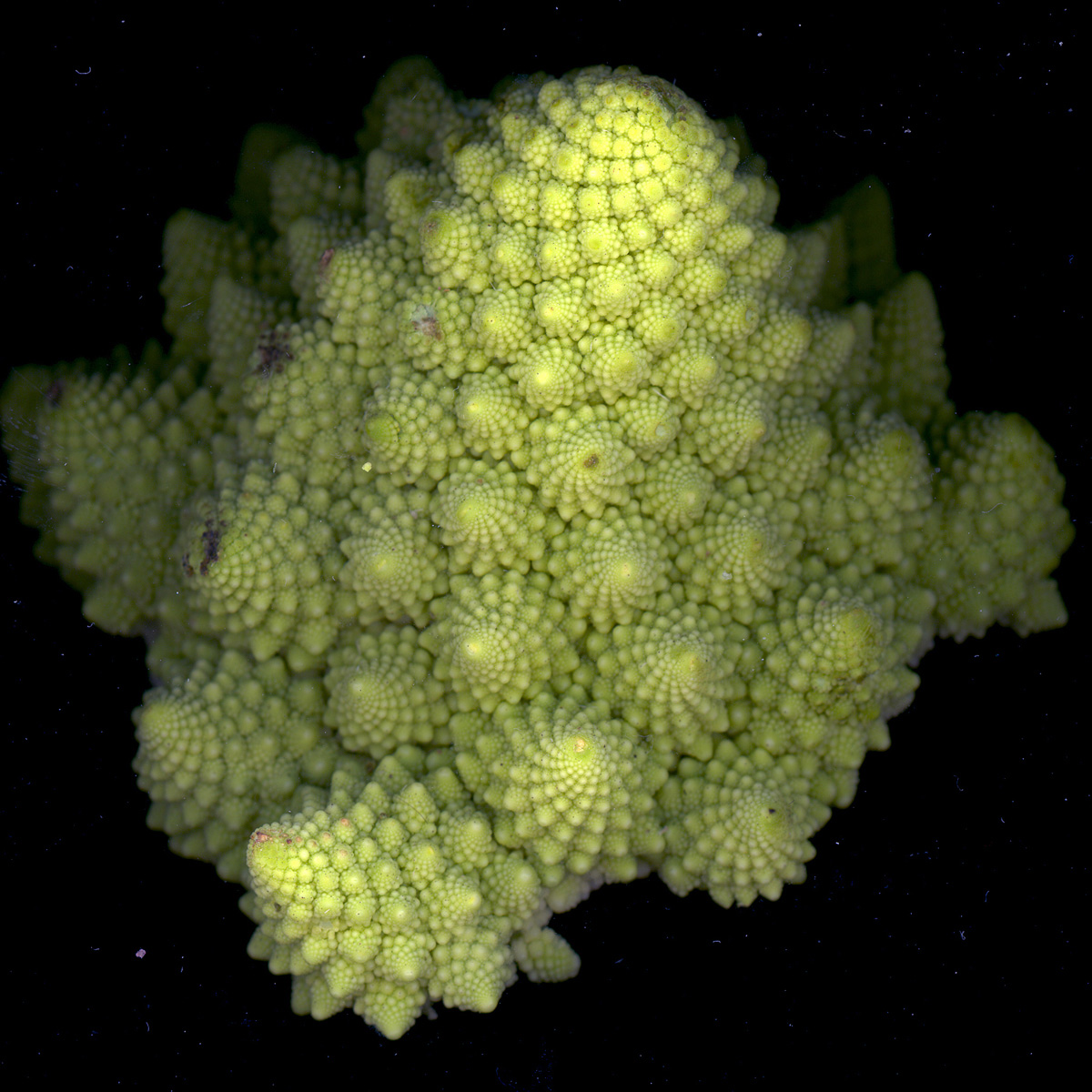
Partie d'une inflorescence secondaire de chou romanesco montrant la disposition des inflorescences de niveau 3.
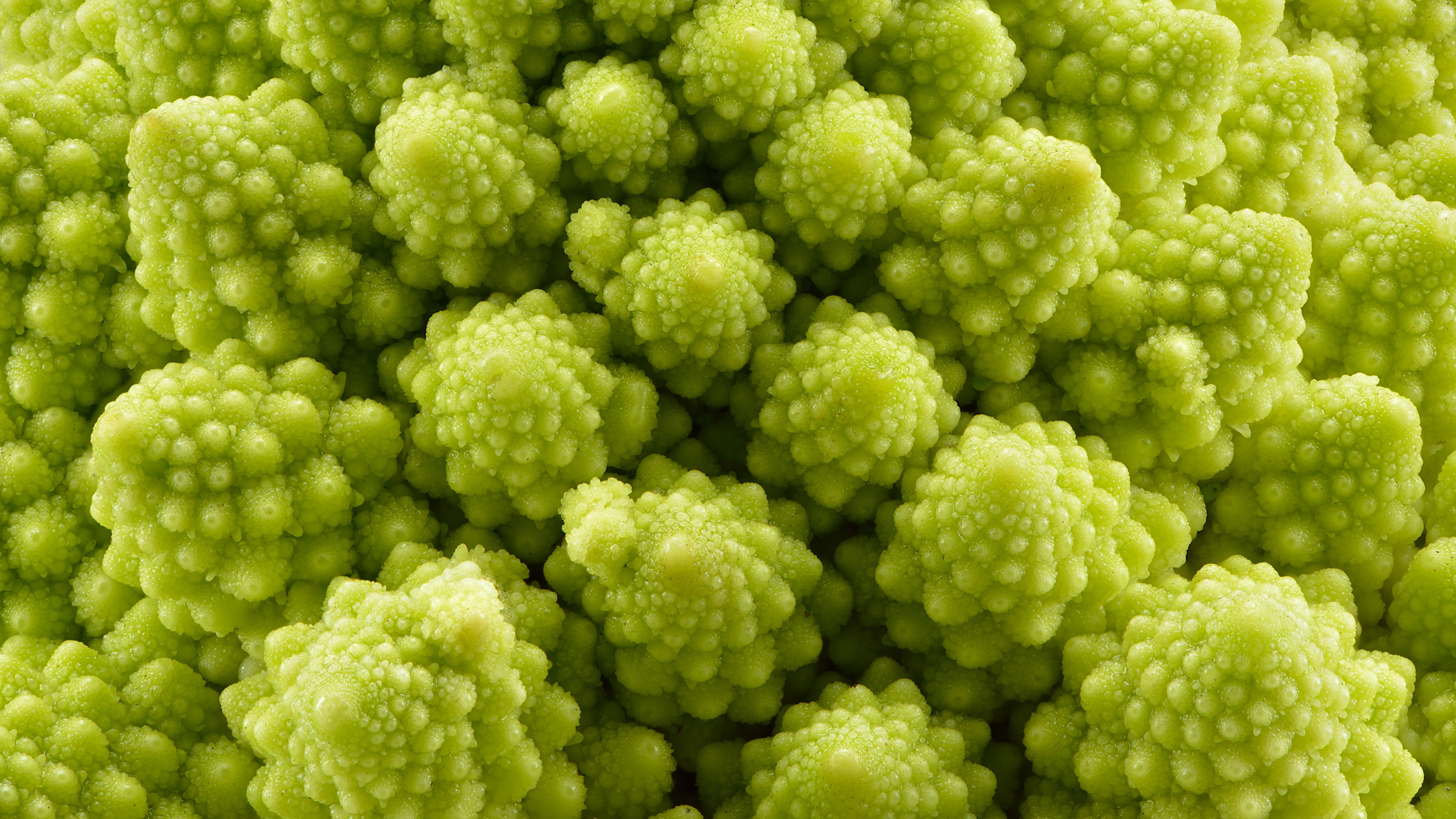
Détail des inflorescences tertiaires d'un chou romanesco.
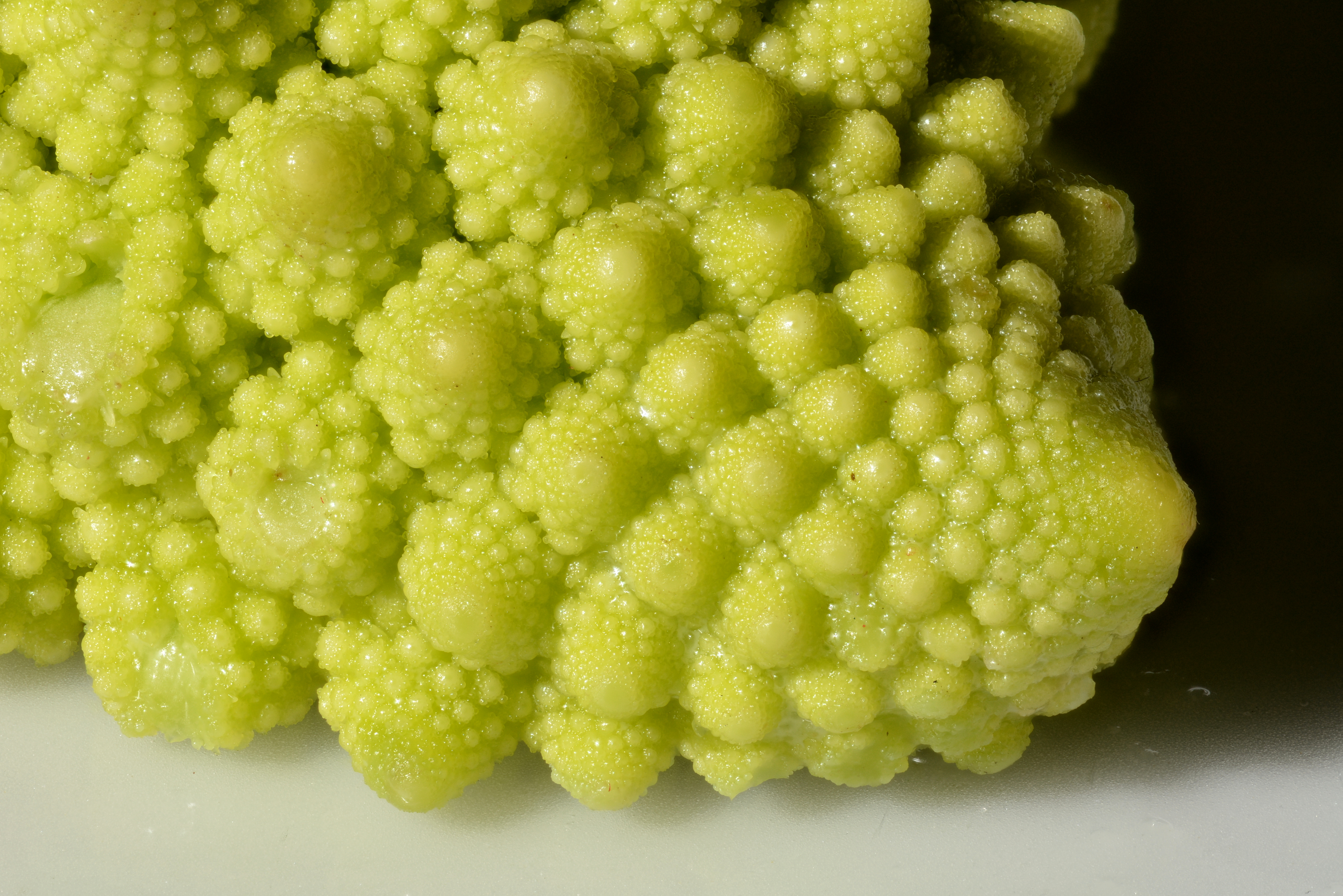
Encore d'autres détails du chou romanesco, mais tous les mêmes.